# 小鬚錫伯鯰
小鬚錫伯鯰，為輻鰭魚綱鯰形目北非鯰科的其中一種，分布於非洲塞內加爾至喀麥隆的淡水流域，體長可達20.8公分，棲息在底層水域，屬肉食性，生活習性不明，可做為觀賞魚。

## 擴展閱讀
維基物種上的相關：小鬚錫伯鯰